# Neolucanus perarmatus
Neolucanus perarmatus es una especie de coleóptero de la familia Lucanidae.

## Distribución geográfica
Habita en  Tailandia, Vietnam, China y  Laos.